# Erma Franklin
Erma Franklin (Shelby, Misisipi, Estados Unidos; 13 de marzo de 1938-Detroit, Míchigan, Estados Unidos; 7 de septiembre de 2002) fue una cantante de soul estadounidense. Era hermana de Aretha Franklin. Su mayor reconocimiento le llegó en los años 1960, en especial con la versión original de «Piece of my heart» tema que después Janis Joplin convertiría en uno de sus mayores éxitos.

## Biografía
Nació el 13 de marzo de 1938 en Shelby (Misisipi, pero pronto junto a su familia se trasladó hasta Buffalo (Memphis), donde en la iglesia de su padre hizo su debut en el góspel a la edad de cinco años. Muy poco después se mudaron a Detroit. Cantaba con sus hermanas Aretha Franklin y Carolyn Franklin en la iglesia de su padre, y durante el instituto formaba parte del grupo The Cleo-Patrettes, quienes ganaron un concurso de nuevos talentos y lograron grabar para la discográfica JVB. Al acabar los estudios The Cleo-Patrettes se disolvió y Erma hizo una gira de dos años junto al conjunto góspel que acompañaba a su padre. Poco después tuvo oportunidad de grabar en Chess y en Motown, pero su padre decidió que era mejor anteponer sus estudios a una carrera musical. 
Más tarde, con éxito, hizo una audición para Epic en 1961, y se trasladó hasta Nueva York para grabar. A su vez Aretha estaba en la compañía de la que dependía Epic, es decir, Columbia. A Erma le ocurrió lo mismo que a su hermana, la compañía no era experta en los terrenos del R&B y el soul y nunca supieron como manejar su carrera dentro de este estilo. Su primer álbum Her name is Erma apareció en 1962, en el que incluía jazz y pop con algunos singles R&B como "Abracadabra", escrito por Van McCoy. Erma no estaba contenta con la gestión de la compañía por lo que decidió que pasaría lo que la restaba de contrato en una gira junto al cantante de R&B Lloyd Price, hasta el año 1966. 
Cuando Aretha se fue a la discográfica Atlantic, Erma firmó en 1967 un contrato con Shout Records y el productor Bert Berns. Ese mismo año lanzó el sencillo "Piece of my heart" convirtiéndose en el mayor éxito que había tenido hasta el momento, pero desafortunadamente Bert Berns, a finales de 1967, falleció de un ataque al corazón dejando a la compañía en el caos. En un tiempo en adelante Erma acompañó a Aretha Franklin en los coros, y poco después paseó su "Piece of my heart" por Europa y Estados Unidos. En 1969 fue contratada por Brunswick, donde consiguió un nuevo hit, pero este ya de menor magnitud, "Gotta Find Me a Lover (24 Hours a Day)". Ese mismo año también editó su segundo álbum Soul sister. Pero de nuevo en esta discográfica no se encontraba a gusto, por lo que cuando acabó su contrato en 1972, se retiró a Detroit a trabajar en una empresa de relaciones públicas. Esporádicamente actuó con Aretha durante los '80 y '90 y era reconocida por su ayuda a organizaciones caritativas para niños en Boysville. A principios de los '90 "Piece of my heart" volvió a las listas europeas gracias a ser la sintonía de un anuncio de pantalones vaqueros. Murió en Detroit el 7 de septiembre de 2002 tras una larga lucha contra el cáncer.

## Discografía

### Álbumes de estudio
- Her name is Erma (1962)
- Soul Sister (1969)

### Sencillos
- "Piece of My Heart" (1962)
- "Gotta Find Me a Lover (24 Hours a Day)" (1969)

## Listas Billboard
| Máx. Posición | Álbum       | Chart       | Año  |
| ------------- | ----------- | ----------- | ---- |
| 199           | Soul Sister | Pop álbumes | 1969 |

| Máx. Posición | Sencillo              | Chart         | Año  |
| ------------- | --------------------- | ------------- | ---- |
| 10            | Piece of my heart     | Black singles | 1967 |
| 62            | Piece of my heart     | Pop singles   | 1967 |
| 40            | Gotta find me a lover | Black singles | 1969 |

- Datos: Q446179